# Stanisław Uszakiewicz

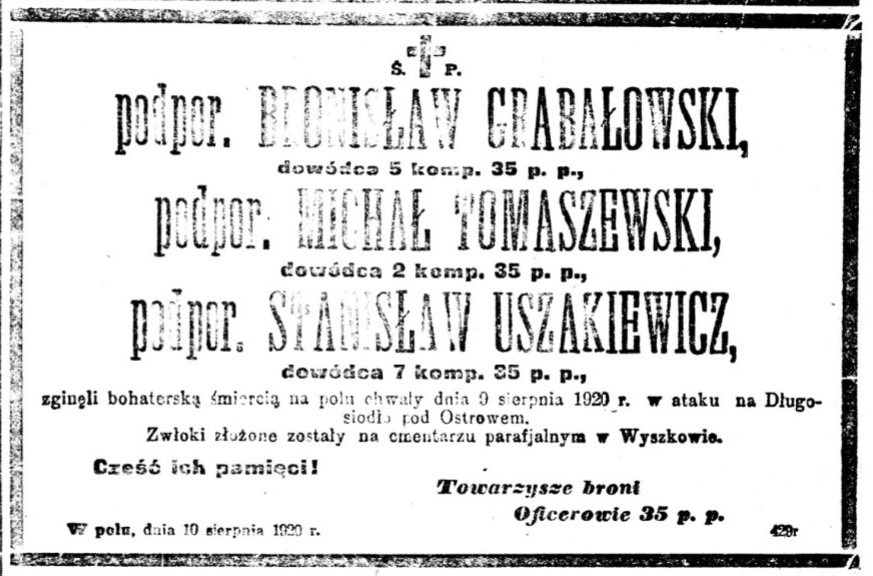
Nekrolog

Stanisław Uszakiewicz (ur. 22 listopada 1893 w Sądowej Wiszni, zm. 9 sierpnia 1920 w Dalekich) – podporucznik piechoty Wojska Polskiego, działacz niepodległościowy, kawaler Orderu Virtuti Militari.

## Życiorys
Urodził się 22 listopada 1893 w Sądowej Wiszni, w ówczesnym powiecie mościskim Królestwa Galicji i Lodomerii, w rodzinie Józefa i Eleonory z domu Kùbec. Miał dwie siostry, z których jedna zmarła w czasie I wojny światowej, w Wiedniu. „Z powodu nieporozumień rodzinnych” opiekę nad rodzeństwem sprawował wuj – ksiądz Gerwazy Kùbec (rodzony brat matki), zamieszkały w Brooklynie. On też łożył pieniądze na kształcenie rodzeństwa. Stanisław uczęszczał do c. k. IV Gimnazjum we Lwowie, w którym ukończył siedem klas, a prawdopodobnie w późniejszym okresie studiował. W trakcie nauki był członkiem Drużyn Strzeleckich.
6 sierpnia 1914 został żołnierzem Legionów Polskich, w których został przydzielony w szeregi 5 pułku piechoty. 18 maja 1915 podczas trwającej bitwy pod Konarami dowodząc sekcją poprowadził ją do ataku na rosyjskie okopy, podczas którego wziął jeńców. Za ten czyn odznaczony został Krzyżem Srebrnym Orderu Virtuti Militari. Wcielony został po kryzysie przysięgowym w stopniu kadeta aspiranta w szeregi armii austriackiej i wysłany do Włoch. Uciekł z frontu włoskiego i przybył do Lublina w którym zasilił szeregi działającej w mieście Polskiej Organizacji Wojskowej.
14 marca 1919 został przyjęty do Wojska Polskiego z dniem 1 listopada 1918, z zatwierdzeniem stopnia podporucznika nadanego przez generała majora Edwarda Śmigłego-Rydza i przydzielony do 35 pułku piechoty. W czasie wojny z bolszewikami dowodził 7. kompanią 35 pp. Poległ 9 sierpnia 1920 w walce o wieś Dalekie. Był kawalerem.
21 grudnia 1920 został zatwierdzony z dniem 1 kwietnia 1920 w stopniu porucznika, w piechocie, w grupie oficerów byłych Legionów Polskich.
3 grudnia 1936 szef Biura Kapituły Orderu Wojennego „Virtuti Militari” podpułkownik Franciszek Sobolta przesłał dowódcy 85 pułku piechoty order i legitymację „Virtuti Militari” nr 6530 celem doręczenia siostrze Stanisława Uszakowskiego – Marii Berowskiej, zamieszkałej w Nowej Wilejce przy ul. Sienkiewicza 8 m. 4. 8 stycznia 1937 podpułkownik Piotr Parfianowicz, w zastępstwie dowódcy 85 pp, przesłał do Generalnego Inspektoratu Sił Zbrojnych pokwitowanie odbioru orderu i legitymacji przez Marię Berowską.

## Ordery i odznaczenia
- Krzyż Srebrny Orderu Wojskowego Virtuti Militari nr 6530 – pośmiertnie, 17 maja 1922[11][12][13][3][14]
- Krzyż Niepodległości – pośmiertnie, 13 kwietnia 1931 „za pracę w dziele odzyskania niepodległości”[15]
- Odznaka „Za wierną służbę”[16]